# Florín irlandés
El florín (2s)  en irlandés: flóirín) era una subdivisión de la libra irlandesa predecimal, con un valor de 1⁄10 de libra. Era más conocida como la moneda de dos chelines.
La acuñación original de la moneda desde 1928 hasta 1943 contenía un 75 % de plata, un contenido superior al de la moneda británica equivalente. Se cree que esto se hizo para que la nueva moneda no fuera vista como un pobre sustituto de la moneda británica que circulaba al lado. Las monedas de plata son bastante notables, ya que tienen un aspecto más «blanquecino» que la variedad posterior de cuproníquel que se acuñó a partir de 1951, también las monedas de plata se desgastan menos. La variedad de cuproníquel de la moneda constaba de 75% de cobre y 25% de níquel.
La moneda media 1+1/8 de pulgada (28,6 mm)  de diámetro y pesaba 11.3 gramos. Los últimos florines se produjeron en 1968. Cuando se decimalizó la moneda, esta moneda continuó circulando junto con su reemplazo de diez peniques, y el florín finalmente se retiró el 1 de junio de 1994, cuando se introdujo una moneda más pequeña de diez peniques.
El diseño del reverso con un salmón fue del artista inglés Percy Metcalfe. El anverso presentaba el arpa celta. Desde 1928 hasta 1937, la fecha estaba dividida a ambos lados del arpa con el nombre Saorstát Éireann dando vueltas. De 1938 a 1968 la inscripción cambió a Éire a la izquierda del arpa y la fecha a la derecha.
Como todas las monedas irlandesas, el florín se puede canjear por euros en el Banco Central de Irlanda.